# Касьяны (Одесская область)
Касьяны (укр. Касяни) — село, относится к Лиманскому району Одесской области Украины.
Население по переписи 2001 года составляло 2 человека. Почтовый индекс — 67503. Телефонный код — 4855. Занимает площадь 0,014 км². Код КОАТУУ — 5122786903.

## Местный совет
67522, Одесская обл., Лиманский р-н, с. Старые Шомполы, ул. Центральная, 13